# 川上村 (神奈川県)
川上村（かわかみむら）は、1889年（明治22年）4月1日から1939年（昭和14年）4月1日まで存在した神奈川県鎌倉郡の村。

## 概要
神奈川県鎌倉郡北部の村。現在の神奈川県横浜市戸塚区の北部にあたる。

## 歴史

### 沿革
- 1889年（明治22年）4月1日 - 町村制の施行により、上柏尾村、下柏尾村、前山田村、後山田村、品濃村、舞岡村、平戸村が合併して成立。
- 1939年（昭和14年）4月1日 - 横浜市に編入。同日川上村廃止。同日に設置された戸塚区の一部となる。

## 交通

### 鉄道路線
東海道本線（横須賀線、湘南新宿ラインのみ停車）の東戸塚駅、横浜市営地下鉄ブルーラインの舞岡駅は、当時は未開業。

### 道路
- 東海道（現国道1号）

## 現在の町名
いずれも大体の範囲。
- 住居表示実施地区：南舞岡、上品濃、平戸
- 住居表示未実施地区：上柏尾町、柏尾町、前田町、川上町、品濃町、舞岡町、平戸町